# Mochlus somalicus
Mochlus somalicus (вертлявий сцинк сомалійський) — вид сцинкоподібних ящірок родини сцинкових (Scincidae). Мешкає в Східній Африці.

## Поширення і екологія
Сомалійські вертляві сцинки локально поширені в Сомалі, Ефіопії, Кенії і Танзанії, зокрема в національних парках Меру, Західний Цаво і Східний Цаво. Вони живуть в різноманітних природних середовищах, від прибережних пустель до сухих саван і густих акацієвих заростей. Зустрічаються на висоті до 1700 м над рівнем моря.